# Gongylidiellum tennesseense
Gongylidiellum tennesseense là một loài nhện trong họ Linyphiidae.
Loài này thuộc chi Gongylidiellum. Gongylidiellum tennesseense được Alexander Petrunkevitch miêu tả năm 1925.